# 安東茂季
安東 茂季（あんどう しげすえ）は、戦国時代から安土桃山時代にかけての武将。湊安東氏10代当主。

## 略歴
天文9年（1540年）、安東舜季の三男として誕生。
兄・愛季の安東氏統一に及んで、湊安東氏10代当主の座を継いだ。しかし実質的には、兄の傀儡に過ぎなかったといわれている。
元亀元年（1570年）、豊島玄蕃ら湊城近隣の国人らが第2次湊騒動を起こすが、愛季の加勢により鎮圧。一説にはこの事件後に、秋田郡一帯は愛季の支配下となり、茂季は豊島城に移されたとも伝えられる。
子・通季は、後年に愛季の子・秋田実季に反乱を起こしている（湊合戦）。